# 高力集團

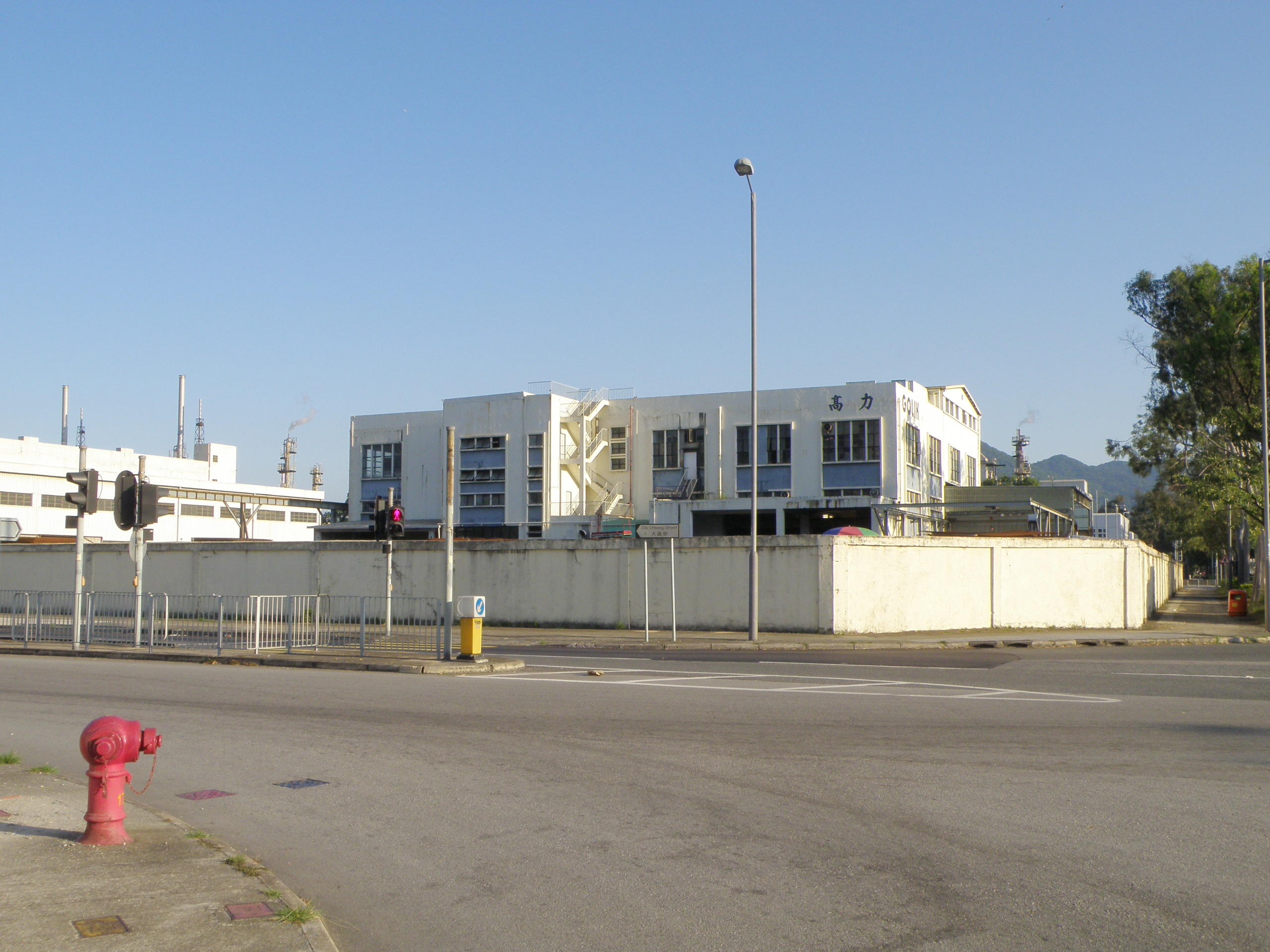
高力金屬有限公司

高力集團有限公司（港交所：01118）是一家建築材料生產公司，產品包括鋼鐵、水泥產品、金屬及油墨等。公司於1977年由商人彭德忠創立，1997年7月3日從大鵬油墨廠換取上市。高力於2025年8月起冠名贊助香港超級聯賽北區足球會。

## 外部連結
- Home | Golik Holdings （页面存档备份，存于）